# 法泰拉普尔
法泰拉普尔（Fatellapur），是印度西孟加拉邦Murshidabad县的一个城镇。总人口5574（2001年）。

## 人口
该地2001年总人口5574人，其中男性2730人，女性2844人；0—6岁人口1170人，其中男549人，女621人；识字率49.89%，其中男性为59.34%，女性为40.82%。